# Frank (cràter)
|  | No s'ha de confondre amb cràter lunar Franck (cràter). |

Frank és un cràter d'impacte en el planeta Venus de 22,7 km de diàmetre. Porta el nom d'Anne Frank (1929-1945), jove escriptora alemanya i víctima de l'Holocaust, i el seu nom va ser aprovat per la Unió Astronòmica Internacional el 1991.